# Manfred von Riva

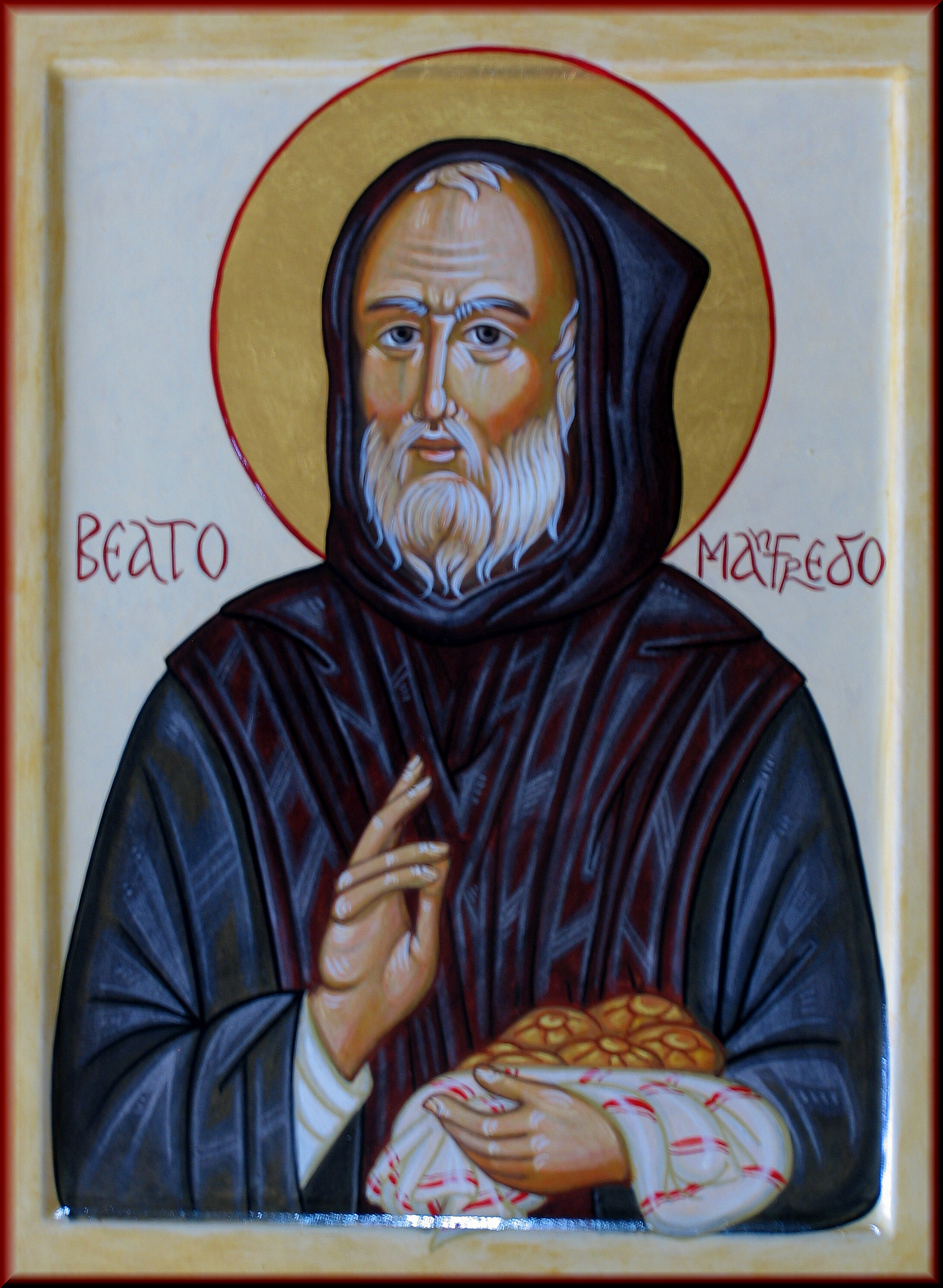
Darstellung Manfred von Rivas

Manfredo Settala, auch Manfred von Riva oder Beato Manfredo (* im 12. Jahrhundert in Mailand; † 27. Januar 1217, in Riva San Vitale am Luganersee) war ein Priester und Einsiedler.
Einer Milaneser Adelsfamilie entstammend, soll er zuerst als Pfarrer in der damals weitläufigen Gemeinde Cuasso al Monte am Südbecken des Luganersees gewirkt und sich später als Einsiedler auf den 1097 m hohen Monte San Giorgio zurückgezogen haben. Seine Reliquien werden in der Pfarrkirche von Riva San Vitale verehrt. Er wird als Einsiedler oft mit Kreuz, Buch oder Rosenkranz dargestellt.
Sein Gedenktag in der katholischen Kirche ist der 27. Januar und wird in Riva traditionell mit einem großen Dorffest begangen.